# Riccardo Dalla Mana
Riccardo Dalla Mana (Camposampiero, 9 marzo 2006) è un atleta paralimpico italiano specializzato nella velocità e nel salto in lungo e classificato T11.

## Biografia
Ha iniziato a praticare l'atletica leggera paralimpica all'età di 13 anni e dopo un anno ha preso parte hai suoi primi campionati nazionali. Ha all'attivo tredici titoli di campione italiano in sei diverse discipline ed è detentore del record italiano dei 60 metri T11 indoor con il tempo di 7"99, registrato il 24 febbraio 2023 durante i campionati italiani paralimpici indoor di Ancona.

## Record nazionali
- 60 metri piani T11 indoor: 7"99 ( Ancona, 24 febbraio 2023)

## Campionati nazionali
- 2 volte campione italiano paralimpico assoluto dei 60 metri T11 indoor (2022, 2023)
- 2 volte campione italiano paralimpico assoluto dei 100 metri T11 (2021, 2022)
- 2 volte campione italiano paralimpico assoluto dei 200 metri T11 (2021, 2023)
- 2 volte campione italiano paralimpico assoluto dei 200 metri T11 indoor (2021, 2022)
- 3 volte campione italiano paralimpico assoluto del salto in lungo T11/T11-12 (2021, 2022, 2023)
- 2 volte campione italiano paralimpico assoluto del salto in lungo T11/T11-12 indoor (2022, 2023)

2020
- Argento ai campionati italiani paralimpici assoluti, 100 m T11 - 14"75[1]
- Bronzo ai campionati italiani paralimpici assoluti, salto in lungo T11-12 - 3,50 m[2]

2021
- Argento ai campionati italiani paralimpici assoluti indoor e invernali di lanci, 60 m T11 - 9"00[3]
- Oro ai campionati italiani paralimpici assoluti indoor e invernali di lanci, 200 m T11 - 31"93[4]
- Argento ai campionati italiani paralimpici assoluti indoor e invernali di lanci, salto in lungo T11-12 - 4,01 m[5]
- Oro ai campionati italiani paralimpici assoluti, 100 m T11 - 13"35[6]
- Oro ai campionati italiani paralimpici assoluti, 200 m T11 - 27"66[7]
- Oro ai campionati italiani paralimpici assoluti, salto in lungo m T11 - 4,17 m[8]

2022
- Oro ai campionati italiani paralimpici assoluti indoor e invernali di lanci, 60 m T11 - 8"64[9]
- Oro ai campionati italiani paralimpici assoluti indoor e invernali di lanci, 200 m T11 - 31"03[10]
- Oro ai campionati italiani paralimpici assoluti indoor e invernali di lanci, salto in lungo T11 - 4,13 m[11]
- Oro ai campionati italiani paralimpici assoluti, 100 m T11 - 13"92[12]
- Oro ai campionati italiani paralimpici assoluti, salto in lungo T11-12 - 4,38 m[13]

2023
- Oro ai campionati italiani paralimpici assoluti indoor e invernali di lanci, 60 m T11 - 7"99 [14]
- Argento ai campionati italiani paralimpici assoluti indoor e invernali di lanci, 200 m T11 - 27"12[15]
- Oro ai campionati italiani paralimpici assoluti indoor e invernali di lanci, salto in lungo T11-12 - 4,70 m[16]
- Argento ai campionati italiani paralimpici assoluti, 100 m T11 - 12"93[17]
- Oro ai campionati italiani paralimpici assoluti, 200 m T11 - 26"33[18]
- Oro ai campionati italiani paralimpici assoluti, salto in lungo T11-12 - 4,73 m[19]

## Altre competizioni internazionali
2022
- 4º al World Para Athletics Grand Prix - Jesolo 2022 Grand Prix ( Jesolo, 6 maggio 2022), 100 m T11 - 13"64[20]
- Oro al World Para Athletics Grand Prix - Jesolo 2023 Grand Prix ( Jesolo, 8 maggio 2022), 200 m T11 - 26"57[21]
- Argento al World Para Athletics Grand Prix - Jesolo 2023 Grand Prix ( Jesolo, 7 maggio 2022), salto in lungo T11-12 - 4,05 m[22]

2023
- 7º al World Para Athletics Grand Prix - Jesolo 2023 Grand Prix ( Jesolo, 12 maggio 2023), 100 m T11 - 12"81[23]
- 11º al World Para Athletics Grand Prix - Jesolo 2023 Grand Prix ( Jesolo, 13 maggio 2023), salto in lungo T11-12 - 4,67 m[24]